# Diskretna matematika
Diskretna matematika, još zvana i finitna matematika ili decizijska matematika, je proučavanje matematičkih struktura koje su fundamentalno diskretne, u smislu da ne podržavaju ili zahtijevaju notaciju kontinuiranosti. Većina, ako ne i svi, objekata proučavanih u finitnoj matematici su prebrojivi skupovi, kao što su cijeli brojevi, konačni grafovi i formalni jezici.
Diskretna je matematika postala popularna u nedavnim desetljećima zbog svoje primjene u računarstvu. Koncepti i notacije iz diskretne matematike su korisne za proučavanje ili opis objekata ili problema u računalnim algoritmima i programskim jezicima. U nekim matematičkim programima, kolegiji finitne matematike pokrivaju diskretne matematičke koncepte za biznis, dok kolegiji iz diskretne matematike naglašavaju koncepte za diplomande računarstva.
Kao suprotnost, vidi kontinuum, topologija i matematička analiza.
Diskretna matematika uključuje sljedeće teme:
- Logiku - proučavanje zaključivanja
- Teoriju skupova - proučavanja kolekcija elemenata
- Teoriju brojeva
- Kombinatoriku, uključujući
  - Teoriju dizajna
  - Enumerativnu kombinatoriku
  - Teoriju grafova
- Algoritmiku - proučavanje metoda računanja
- Teoriju informacije
- Digitalnu geometriju
- Izračunljivost i teorije složenosti - koje barataju teoretskim i praktičnim ograničenjima algoritama
- Elementarnu teoriju vjerojatnosti i Markovljeve lance
- Linearnu algebru - proučavanje povezanih linearnih jednadžbi
- Funkcije
- Parcijalno uređene skupove
- Dokaze
- Prebrojavanja i relacije
- Kolekcije

### Primjene
| - Atonalna glazba - Analiza računalne slike - Kriptoanaliza - Kriptografija - Kriptologija - Konačni automati | - Formalni jezik - Teorija igara - Teorija grafova - Kombinatorna geometrija - Kombinatorna topologija | - Linearno programiranje - Analiza glazbe - Operacijska istraživanja - Teorija redova - Teorija računanja |

## Reference i daljnje čitanje
- Donald E. Knuth, The Art of Computer Programming
- Kenneth H. Rosen, Handbook of Discrete and Combinatorial Mathematics CRC Press.  ISBN 0-8493-0149-1.
- Kenneth H. Rosen, Discrete Mathematics and Its Applications 5th ed. McGraw Hill.  ISBN 0-07-293033-0.  Prateći web site: http://www.mhhe.com/math/advmath/rosen/
- Richard Johnsonbaugh, Discrete Mathematics 6th ed. Macmillan.  ISBN 0-13-045803-1.  Prateći Web site: http://wps.prenhall.com/esm_johnsonbau_discrtmath_6/  Arhivirana inačica izvorne stranice od 27. travnja 2021. (Wayback Machine)
- Norman L. Biggs, Discrete Mathematics 2nd ed. Oxford University Press. ISBN 0-19-850717-8. Prateći Web site: https://web.archive.org/web/20060525015110/http://www.oup.co.uk/isbn/0-19-850717-8 uključuje pitanja i odgovore.
- Neville Dean, Essence of Discrete Mathematics Prentice Hall.  ISBN 0-13-345943-8. Nježni uvod koji ne ide toliku u dubini kao prethodni naslovi.
- Klette, R., and A. Rosenfeld. 2004. Digital Geometry. Morgan Kaufmann. ISBN 1-55860-861-3CS1 održavanje: više imena: authors list (link) Također o (digitalnoj) topologiji, teoriji grafova, kombinatorici, aksiomatskim sustavima.
- Matematički arhivi, poveznice na sadržaje diskretne matematike, tutoriali, programi itd. http://archives.math.utk.edu/topics/discreteMath.html  Arhivirana inačica izvorne stranice od 29. kolovoza 2011. (Wayback Machine)
- Ronald Graham, Donald E. Knuth, Oren Patashnik, Concrete Mathematics

## Vanjske poveznice
- PMF Zagreb - Matematički odsjek Vedran Krčadinac: Diskretna matematika, 2006./2007.